# Abu Bakr al-Baghdadi
Ibrahim Awad Ibrahim Ali al-Badri al-Samarrai (arabiska: إِبْرَاهِيمُ عَوَّادِ إِبْرَاهِيمَ عَليِّ مُحَمَّدِ ٱلْبَدْريِّ ٱلسَّامَرَّائِيِّ), mer känd som Abu Bakr al-Baghdadi (arabiska: أَبُو بَكْرٍ ٱلْبَغْدَادِيُّ), född 28 juli 1971 i Samarra i Irak, död 27 oktober 2019 i Barisha i Syrien, var en irak-islamistisk terrorist och kalif för Islamiska staten från 2014 fram till sin död 2019.

## Biografi
al-Baghdadi studerade vid Baghdads islamiska universitet och fick en doktorstitel år 2003 med fokus på islamisk kultur, historia, sharia och muslimska rättstraditioner. Det gjorde honom till mer kvalificerad inom islamiskt kunnande än al-Qaidas generalemirer Usama bin Ladin och Ayman az-Zawahiri, vilket bidrog till att al-Baghdadi ansågs som en värdig ledare.
År 2004 fängslades han av amerikanska trupper och satt i interneringsläger i Irak, men släpptes efter tio månader.
Han kallades 2014 för en av "världens farligaste män" av Time Magazine, och stämplades som terrorist av FN.[när?] Från 2011 fanns han på listan över USA:s mest eftersökta personer med en belöning på 25 miljoner dollar till den som lämnade sådan information att han då hade kunnat gripas.
Natten till den 27 oktober 2019 utförde amerikanska specialstyrkor en räd mot al-Baghdadi i provinsen Idlib, mycket nära gränsen till Turkiet. Operationen pågick från midnatt fram till cirka 03:40, enligt lokal tid. I samband med attacken detonerade al-Baghdadi en självmordsväst som dödade honom och två av hans yngsta barn, där det inledningsvis felaktigt rapporterades att tre barn dog. Utöver al-Baghdadi dödades fem IS-krigare och ”två ytterligare fiender i närheten” i räden, enligt amerikansk militär. Elva andra barn som befann sig i byggnaden ska ha omhändertagits av de amerikanska trupperna.
Den 31 oktober 2019 bekräftade IS att han hade avlidit och utnämnde Abu Ibrahim al-Hashimi som den nya ledaren.